# 2004. február 19-i konzisztórium
A 2004. február 19-i konzisztóriumot II. János Pál pápa hívta össze. Ezen a konzisztóriumon 6 boldog szenttéavatási határozatát hirdette ki.

## Szenttéavatási határozatok
- Luigi Orione pap és rendalapító
- Annibale Maria di Francia pap és rendalapító
- Giuseppe Manyanet y Vives pap és rendalapító
- Nimatullah Al Hardini szerzetespap
- Paola Elisabetta (Costanza Cerioli ved. Busecchi-Tassis) rendalapító
- Gianna Beretta Molla családanya

A konzisztórium során a pápa elrendelte, hogy a hat új szent 2004. május 16-án kerüljön fel a szentek névsorába.